# Municipio de Pulaski (Dakota del Norte)
El municipio de Pulaski (en inglés: Pulaski Township) es un municipio ubicado en el condado de Walsh en el estado estadounidense de Dakota del Norte. En el año 2010 tenía una población de 88 habitantes y una densidad poblacional de 0,99 personas por km².

## Geografía
El municipio de Pulaski se encuentra ubicado en las coordenadas 48°19′1″N 97°12′1″O / 48.31694, -97.20028. Según la Oficina del Censo de los Estados Unidos, el municipio tiene una superficie total de 89.3 km², de la cual 88,42 km² corresponden a tierra firme y (0,98 %) 0,88 km² es agua.

## Demografía
Según el censo de 2010, había 88 personas residiendo en el municipio de Pulaski. La densidad de población era de 0,99 hab./km². De los 88 habitantes, el municipio de Pulaski estaba compuesto por el 96,59 % blancos, el 2,27 % eran de otras razas y el 1,14 % eran de una mezcla de razas. Del total de la población el 3,41 % eran hispanos o latinos de cualquier raza.